# 河东站 (深圳)
河东站是深圳有轨电车的一个中间站，位于龍華區平安路，於2017年10月28日随深圳有轨电车第一期线路开通而啟用。

## 车站结构
本车站有一个西北东南向布局的岛式月台。月台西端设有超级电容变压设备，月台与马路人行道无天桥连接，乘客需通过行人过路线来往月台及人行道。

## 车站周边
- 河东村
- 岗头福田新村
- 伟星深圳工业园

## 歷史
- 2017年10月28日，隨深圳有軌電車開通而啟用。深圳有軌電車的1號綫（清湖至新瀾）、3號綫（新瀾至下圍）经过此站[3]。
- 2017年12月28日，3号线取消，本站发车间隔改為平峰12分钟一班。[4]
- 2018年3月28日，全線提速，班次提升為10分鐘一班[5]。
- 2018年6月28日起，全线第三次压缩行车间隔，行车间隔由之前的10分钟压缩至8分钟。[6]